# 印度分离主义运动
印度境内存在着众多的分离主义运动。这些分离主义运动主要分布在印度东北部、西北部。分离主义组织的诉求也各不相同，或者主张成立新的邦，或者要求独立建国。

## 东北部

### 阿萨姆邦
在阿萨姆邦活跃着众多的分离主义组织，著名的有阿萨姆联合解放阵线，该组织主張阿薩姆分離主義，要求阿萨姆邦脱离印度。
阿萨姆邦的波多人也有独立建国的要求，主要组织有波多民族民主阵线、波多解放猛虎力量(Bodo Liberation Tiger Force，简称“BLTF”)等。

### 曼尼普尔邦
曼尼普尔邦的主要分离主义组织为曼尼普尔人民解放军(People's Liberation Army，简称“PLA”)，为一梅泰人组织，该组织主张跟缅甸梅泰人地区合并组建一个国家。该邦的库基人要求成立库基兰邦。

### 西孟加拉邦
大吉岭地区的民族主义者要求成立廓尔喀兰邦，相应的组织为廓尔喀民族解放阵线。虽然纳萨尔派也与政府对抗，但不属于分离力量。

### 特里普拉邦
特里普拉邦主要的分离主义组织有特里普拉民族解放阵线（NLFT）、全特里普拉部族猛虎军等。

## 印控克什米尔
查谟和克什米尔始终存在要求脱离印度的活动。

## 卡利斯坦运动
锡克人1930年代開始已希望從英治印度創立一個名為「卡利斯坦」的獨立錫克人政權，卡利斯坦的領土可以為印度錫克人領域、或印巴錫克人領域，但現卡利斯坦疆域現已以均為印度旁遮普邦領土為主。獨立運動1950-1970年代第一次興起，1984年轉向軍事抗爭；1985年代以來卡利斯坦海外僑民開始在海外和平抗爭。直到2023年6月，印度刺殺在加拿大的卡利斯坦領袖哈迪普·辛格·尼賈爾，引起加拿大不滿並引發加、印互相驅逐外交官風波。

## 建邦运动

### 安得拉邦
安得拉邦境内的泰卢固人一致要求独立建邦。几十年间，抗议示威不断发生。2009年12月10日，印度宣布计划成立泰倫加納邦。之后，该举引发了强烈的冲突。特仑甘纳邦的成立计划被推迟。2014年6月2日，泰倫加納邦自安得拉邦析置。

### 喀拉拉邦、卡纳塔克邦
图卢纳德地区的图卢人要求独立建邦。

### 拉贾斯坦邦
该邦的贫困地区民众要求成立玛鲁邦。